# Бєлкіни
Бєлкіни — російський дворянський рід, походив від старомосковського боярства. Рід був занесений до Бархатної книги.

## Історія роду
Предком роду Бєлкіних був німець Аманд Буссавал, який у другій половині XIII століття перебрався на службу до московського князя Данила Олександровича. Від Буссавала пішли дворянські роди Хвостових, Отяєвих і Бєлкіних. 
Родоначальником роду був Іван Бєлка, який в другій половині XV століття був послом московського князя Івана ІІІ у Рязанському князівстві, також він був власником села Бєлкіно (нині місто Обнінськ). Його син Андрій Іванович Бєлкін служив у московському війську і був убитий під час взяття Казані у 1552 році. Інший його син Семен Іванович Бєлкін був взятий у литовський полон у битві під Оршею в 1514 році. Син Семена Григорій Семенович був воєводою у Смоленську в 1549 році. Іван Григорович Бєлкін був воєводою у Смоленську в 1597-1601 роках. Микита Григорович Бєлкін був убитий під час Конотопської битви 1659 року. 
Рід існував до кінця XIX століття. 

## Найвідоміші представники
- Андрій Іванович Бєлкін (помер у 1552) — московський воєначальник.
- Михайло Федорович Бєлкін (1824 – 1909) — російський воєначальник, контрадмірал, учасник оборони Севастополя 1854-55 років.